# Chad Gray
Chad Gray (Decatur, Illinois, 16 de octubre de 1971), conocido también como Kud y Chüd, es un compositor y cantante estadounidense, actual miembro del grupo de Nu Metal Mudvayne, quienes anunciaron su regreso a los escenarios y actual vocalista del grupo de Groove metal Hellyeah.
Como compositor, caracterizado por sus impresionantes gritos alternadolos con voz melódica, además de su actividad con Mudvayne y Hellyeah, escribió las canciones "Not Falling" para la película Ghost Ship y "Forget to Remember" para el filme Saw II. En 2005, la abuela de Gray, Betty Rau murió después de luchar durante varios años contra el cáncer. Gray le dedicó la canción de Hellyeah "Thank You" a su abuela y también escribió acerca de su enfermedad, la canción "Death Blooms" con Mudvayne.
Gray ha colaborado con otras bandas, incluyendo en las canciones "Monsters" para V Shape Mind, "Falling Backwards" para Bloodsimple y "Miracle" para Nonpoint. Gray hizo su aparición durante un concierto en memoria de Mitch Lucker donde cantó "Fuck Everything" acompañado de su banda Suicide Silence.
Chad Gray ha fundado además su propia empresa discográfica, Bullygoat Records.
Casado con Kelly Martín en el 2005.

## Discografía
Álbumes

### Mudvayne
- Kill, I Oughtta (1997)
- L.D. 50 (2000)
- The End of All Things to Come (2002)
- Lost and Found (2005)
- The New Game (2008)
- Mudvayne (2009)
- TBA (202?)

### Hellyeah
- Hellyeah (2007)
- Stampede (2010)
- Band of Brothers (2012)
- Blood for Blood (2014)
- Unden!able (2016)
- Welcome Home (2019)

Solitario
• Loser (2021)
• Always On My Mind (2021)